# نگهبان زمان
نگهبان زمان (به انگلیسی: The Time Guardian) فیلمی محصول سال ۱۹۸۷ و به کارگردانی برایان هانانت است. در این فیلم بازیگرانی همچون تام بورلینسون، نیکی کوگهیل، دین استاکول و کری فیشر ایفای نقش کرده‌اند.